# Jean de Blauzac
Jean de Blauzac (appelé aussi Jean de Blandiac), le cardinal de Nîmes (né à Blauzac en Languedoc et mort à Avignon, le 6 juillet 1379) est un cardinal français. 

## Repères biographiques
Jean de Blauzac est chanoine à la cathédrale d'Aix. En 1348, il est nommé évêque de Nîmes. Le pape le charge avec la médiation dans la dispute entre les comtes de Foix et d'Armagnac.
Il est créé cardinal par le pape Innocent VI lors du consistoire du 17 septembre 1361.
Jean de Blauzac participe au conclave de 1362 (élection d'Urbain V) et au conclave de 1370 (élection de Grégoire XI), mais il ne participe au conclaves de 1378 (élection d'Urbain VI et de l'antipape de Clément VII), parce qu'il est resté à Avignon.
En 1364, il est chargé par Urbain V de régler le différend entre Johannes Jacobi et Jean de Tournemire pour le poste de chancelier de l'université de Montpellier.
Blauzac est légat apostolique en France en 1366 et vicaire apostolique de Grégoire XI à Avignon en 1376. Il joint l'antipape en 1378, mais retourne très vite à l'obédience d'Urbain VI.